# Victoriya Kalinina
Victoriya Viktorovna Kalinina (8 de dezembro de 1988) é uma handebolista profissional russa, que atua como goleira, campeã olímpica.

## Carreira
Victoriya Kalinina fez parte do elenco medalha de ouro na Rio 2016.